# Верхнеангарский хребет
Верхнеанга́рский хребе́т — горный хребет в северном Прибайкалье, входит в состав Станового нагорья. 
Расположен бо́льшей частью в пределах Северо-Байкальского района Бурятии и северо-восточной оконечностью — в Иркутской области.
Протяжённость хребта с юго-запада на северо-восток составляет около 200 км, максимальная высота — 2641 м. Ограничивает с севера Верхнеангарскую котловину, по которой проходит Байкало-Амурская магистраль. На водоразделе хребта берут начало правые притоки Верхней Ангары, бегущие в южном и юго-западном направлении; на север от водораздела лежит бассейн реки Мамы; в юго-западной части хребта берёт начало одна из рек, впадающих в Байкал, — Кичера. 
Хребет сложен кристаллическими породами, прорванными интрузиями гранитов. Рельеф альпинотипный, характеризующийся наличием узких гребней, с остроконечными вершинами, трогами и карами. Склоны гор поросли лиственничными лесами, сменяющимися на больших высотах горной тундрой.